# Campanella-fok
A Campanella-fok (olaszul Punta Campanella) Olaszországban, a Sorrentói-félsziget végében található. Elválasztja a Nápolyi-öblöt és a Salernói-öböltől. A fokkal átellenben fekszik Capri szigete. A fok területén található a Lattari-hegység legnyugatibb csúcsa, a 497 m magas Monte San Costanzo.

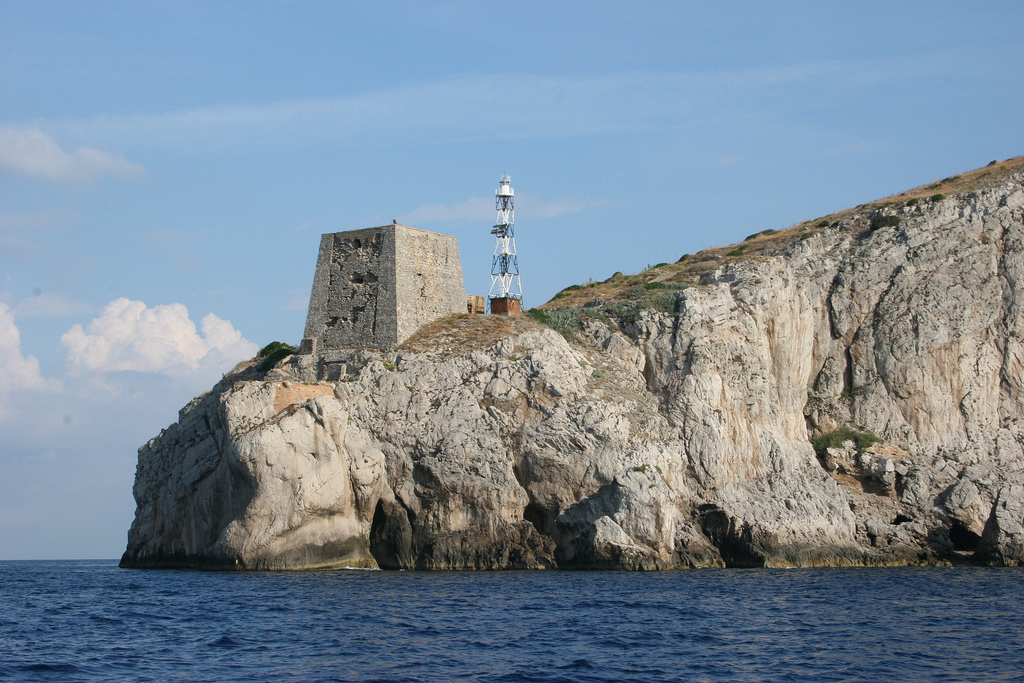
A Campanella-fok a tenger felől

Az ókori görögök Athéné-foknak nevezték egy itt épült templom után, melyet a legendák szerint Odüsszeusz alapított. A rómaiak idején Minervát tisztelték a templomban. Az egykori templom helyén 1335-ben Anjou Róbert egy őrtornyot épített a szaracén kalózok elleni védelem érdekében, amelynek neve Torre di Minerva és amelynek romjai ma is láthatók. A közelgő veszélyt harangozással jelezték, innen származik a fok mai megnevezése (campanella).